# Montserrat Garcia Riberaygua
Montse Garcia Riberaygua (La Seu d'Urgell, 26 de novembre de 1989), és una piragüista d'aigües braves i especialista en eslàlom andorrana. Ha participat en els Campionats d'Europa (2005, 2011), al circuit de la Copa del Món, (2004-06, 2008, 2010) i al Campionat del Món (2007, 2009, 2011). Va representar Andorra en els Jocs Olímpics de Pequín 2008 en piragüisme i va ser la banderera d'Andorra.